# 리톄
리톄(중국어 간체자: 李铁, 정체자: 李鐵, 병음: Lǐ Tiě, 1977년 5월 18일, 중국 선양 ~ )는 중국의 전직 축구 선수로 선수 시절 포지션은 미드필더였으며 잉글랜드 프리미어리그에서 장기간 활동했던 중국 선수였다.

## 클럽 경력
1998년 고향팀인 랴오닝 훙윈에서 프로 선수 생활을 시작한 뒤 2002년까지 82경기 17골을 기록하며 1999 시즌 중국 축구 갑급 A리그 준우승과 중국 FA 슈퍼컵 우승, 2001 시즌 갑급 A리그 3위, 2002 시즌 중국 FA컵 준우승 등에 이바지했다.
그리고 2002년 FIFA 월드컵이 끝난 후 잉글랜드 프리미어리그의 에버턴 FC로 임대 이적했고 2002-03 시즌에는 공식전 33경기에 출전하는 준수한 활약을 펼쳤지만 완전 이적을 확정지은 이후에는 5경기만에 부상에 발목이 잡혀 2004년에서야 복귀했다.
그러나 복귀한지 단 2경기만에 다리 골절상으로 시즌 아웃을 확정지으며 이후 1년을 허비하다시피했고 결국 이후 단 1경기도 출전하지 못했으며 공식전 40경기 출전 기록만을 남긴 채 2005-06 시즌을 끝으로 에버턴과 결별 수순을 밟았다.
그 후 2006-07 시즌을 앞두고 셰필드 유나이티드로 이적했지만 2007-08 시즌까지 공식전 1경기 출전에 그쳤고 리그에서는 단 1경기도 출전하지 못하는 굴욕만을 맛본 채 결국 2008년 청두 톈청으로의 이적을 통해 6년만에 중국 리그로 복귀했다.
그리고 2008 시즌 청두 톈청 소속으로 리그 24경기 1골을 기록했고 2009 시즌을 앞두고 고향팀이자 친정팀인 랴오닝 훙윈으로 복귀하여 2010 시즌까지 46경기 1골을 기록하며 중국 갑급리그 2009 우승 및 2년만의 중국 슈퍼리그 복귀를 이끌었지만 2011 시즌에서는 단 1경기도 뛰지 못했고 2011 시즌을 끝으로 13년간의 현역 선수 생활을 마감했다.

## 국가대표팀 경력
1995년 국가대표팀 첫 발탁 이후 1997년 1월 29일 국제 A매치 데뷔전인 미국과의 친선 경기에서 A매치 데뷔골을 신고했고 이듬해에 열린 1998년 아시안 게임에 참가하여 중국의 20년만의 아시안 게임 동메달 획득에 기여했다.
그 후 2000년 AFC 아시안컵 본선 4경기에 출전하며 중국의 8년만의 아시안컵 4강 진출을 이끌었고 2002년 FIFA 월드컵 아시아 지역 예선에서도 14경기 중 12경기에 출전하여 중국의 사상 첫 월드컵 본선 진출을 이끌었지만 본선에서는 코스타리카, 브라질, 튀르키예를 상대로 힘 한번 써보지도 못한 채 3전 전패·C조 최하위로 조별리그 탈락의 쓴 맛을 봤다.
이후 2007년 AFC 아시안컵 예선 4경기에 출전하며 중국의 아시안컵 9회 연속 본선 진출을 이끌었고 공동 개최국인 말레이시아와의 본선 C조 조별리그 1차전에도 출전하여 팀의 5-1 대승에 일조했으나 팀은 1승 1무 1패·조 3위로 1980년 이후 27년만에 아시안컵 본선 조별리그 탈락의 수모를 당했으며 2007년 아시안컵 본선 종료 후 대표팀 은퇴를 선언했다.

## 지도자 경력
선수 은퇴 후 2012년 5월 25일 광저우 FC의 수석 코치로 부임하여 2014년 5월 이전까지 역임하며 중국 슈퍼리그 2연패(2012, 2013), 2012 시즌 중국 FA컵과 중국 FA 슈퍼컵 우승, 2012년 AFC 챔피언스리그 8강, 2013 시즌 중국 FA컵과 중국 FA 슈퍼컵 준우승, 2013년 AFC 챔피언스리그 우승, 2013년 FIFA 클럽 월드컵 4위 등의 성적을 이끌었다.
그 후 2014년 5월 중국 대표팀의 코치로 알랭 페랭 감독을 보좌하며 2015년 AFC 아시안컵 8강 진출의 성적을 남긴 뒤 2015년 6월 26일 광저우 FC의 수석 코치로 복귀했다가 같은 해 7월 14일 중국 갑급리그의 허베이 FC의 수석 코치로 부임했다.
그러다가 8월 경질된 라도미르 안티치 감독의 후임 사령탑을 맡아 남은 9경기에서 8경기를 승리하며 2015 시즌 준우승 및 창단 첫 중국 슈퍼리그 승격이라는 기적을 만들어냈고 슈퍼리그 승격 첫 해인 2016 시즌에서도 중국 FA컵 8강 진출을 이끌었지만 심판 판정에 불만을 품고 중국 축구 협회를 비난하는 발언을 했다가 결국 8월달에 경질되고 말았다.
그 후 중국 대표팀 수석 코치로 복귀했지만 2018년 FIFA 월드컵 아시아 지역 최종 예선에서의 성적 부진으로 가오훙보 감독과 동반 사퇴했고 2018 시즌을 앞두고 중국 갑급리그의 우한 창장의 감독으로 부임하여 우한의 2018 시즌 중국 갑급리그 우승 및 6년만의 중국 슈퍼리그 복귀를 이끌었다.
그리고 중국 슈퍼리그 2019에서도 6위라는 우한 창장 구단 역사상 중국 최상위 리그 최고 성적을 이끌긴 했지만 상하이 선화와의 리그 경기에서 2-2로 비긴 뒤 상하이 선화 코치진과 몸싸움을 벌이기도 하는 등 2016 시즌 허베이 FC 사령탑 시절 이후 또 다시 다혈질적인 성격을 보이고 말았다.
그 후 2019년 EAFF E-1 풋볼 챔피언십을 앞두고 중국 선발팀의 사령탑으로 부임한 뒤 이 대회에서 팀을 3위로 이끈 지도력을 인정받아 중국 A대표팀의 사령탑으로 선임되었고 2022년 FIFA 월드컵 아시아 지역 2차 예선 전반부를 마친 이후 마르첼로 리피 감독의 후임 사령탑으로 선임되었다.
중국 A대표팀 사령탑 부임 이후 월드컵 2차 예선 후반부에서 모두 승리를 거두며 최종 예선 진출을 이끌었고 베트남과의 최종 예선 B조 3차전 홈 경기에서 3-2 신승을 거두긴 했지만 이를 제외하고는 연이은 부진에 시달리며 결국 2021년 11월 30일 중국 대표팀 감독직에서 경질되었다.

## 비리 혐의
2022년 FIFA 월드컵 아시아 지역 최종 예선 당시 중국 대표팀 감독이 되기 위해 중국 축구 협회 고위직 인사들로부터 한화 약 5억 5,000만원을 건넨 사실이 드러났고 심지어는 뇌물 공여 자금을 준비하는 과정에서 실력이 현저히 떨어지는 4명의 선수를 국가대표팀에 발탁한 사실까지 드러나면서 결국 2022년 11월 16일 위법 혐의로 중국 공안 당국에 체포되어 조사를 받았으며 2023년 5월 9일 구치소로 이감된 뒤 6월 28일 정식 구속 수사가 이뤄졌다.
그리고 이듬해인 2024년 2월 23일 중국 법정 1심에서 종신형을 선고받은 후 이러한 판결을 받아들이지 못한 채 중국 법정에 항소를 제기한 소식이 들려왔고 같은 해 12월 징역 20년을 선고받았다는 소식이 신화통신을 통해 전해졌으며 이듬해인 2025년 4월 30일 1심에서 선고받은 징역 20년이 최종 확정되었다.

## 수상

### 클럽 (선수)
랴오닝 훙윈
- 중국 축구 갑급 A리그 : 준우승 (1999), 3위 (2001)
- 중국 갑급리그 : 우승 (2009)
- 중국 FA컵 : 준우승 (2002)
- 중국 FA 슈퍼컵 : 우승 (1999)

### 국가대표팀 (선수)
중국
- AFC 아시안컵 : 4위 (2000)
- 아시안 게임 : 동메달 (1998)

### 클럽 (지도자)
광저우 FC (수석 코치)
- 중국 슈퍼리그 : 우승 (2012, 2013)
- 중국 FA컵 : 준우승 (2012)
- 중국 FA 슈퍼컵 : 준우승 (2012)
- AFC 챔피언스리그 : 우승 (2013)
- FIFA 클럽 월드컵 : 4위 (2013)

허베이 FC
- 중국 갑급리그 : 준우승 (2015)

우한 창장
- 중국 갑급리그 : 우승 (2018)